# Dana Schutz
Dana Schutz (Livonia (Michigan), 4 oktober 1976) is een Amerikaanse kunstenares.
Schutz staat bekend om haar figuratieve schilderijen van onbestaande en absurde voorstellingen van menselijke waanzin, chaotische toestanden, absurde lichaamsvormen en -acties en rampzalige of angstwekkende situaties, soms gebaseerd op hypothetisch uitgangspunten. Zij wordt de vertolker van de angstdroom genoemd.
Zij woont en werkt in Brooklyn. 
Haar werken zijn zeer gegeerd op veilingen. In 2020 was de veilingwaarde van haar werken de hoogste van alle hedendaagse vrouwelijke kunstenaars jonger dan 45 jaar.

## Jeugd en studie
Dana Schutz groeide op in Livonia, een voorstad van Detroit. Haar moeder was lerares tekenen in een middelbare school in het naburige Plymouth (Michigan) en kunstschilder. Haar vader was docent sociale studies en studiebegeleider van een middelbare school in Livonia.
Na haar middelbare studies ging Schutz studeren aan het Cleveland Institute of Arts in Ohio. In 1999 onderbrak ze deze studies tijdelijk voor een opleiding aan de Norwich University of the Arts in Engeland en een Artist in Residence aan de Skowhegan School of Painting and Sculpture in Maine. In 2000 behaalde ze haar  Bachelor of Fine Arts aan het Cleveland Institute of Arts en in 2002 een Master of Fine Arts aan de Columbia-universiteit in New York.

## Werk
Haar debuuttentoonstelling "Frank from Observation" in 2002 in de Zach Feuer Gallery in New York trok onmiddellijk de aandacht. De tentoonstelling werd opgebouwd rond de hypothese dat Schutz de laatste schilder van de laatste man op aarde was. Deze man, "Frank" genaamd, werd uitgebeeld als een roze man van middelbare leeftijd. Omgekeerd was "Frank" het laatste onderwerp van de laatste schilder op aarde.
Met deze tentoonstelling gaf ze aan dat iedereen de vrijheid heeft om volledig opnieuw te beginnen, zonder aan iets of iemand rekenschap te moeten geven.
Sindsdien wisselden de absurde onderwerpen in haar werken elkaar af, zichzelf verslindende mensen, een zwaartekrachtfanaat, denkbeeldige geboorten en sterfgevallen, fictieve acteurs, gênante situaties en alledaagse voorwerpen in een vreemde setting, zoals "Shoe" uit 2002 waar ze een schoen schilderde die met een kleverig materiaal vastgekleefd was aan een oranje lijn.
Veel van haar werken bevatten een chaos aan conflicterende toestanden die gelijktijdig plaatsvinden. In sommige werken toont ze een losgeslagen meute van waanzinnig geworden mensen, andere in complexe psychologische situaties. Soms zijn er verwijzingen naar de politieke actualiteit. Ze schetst op een sarcastisch afschrikwekkend portret van de hedendaagse wereld. De werken zijn gemaakt op basis van  een verfijnde structurele compositie met dikke lagen verf en energieke penseelstrepen. Veel van haar doeken hebben een gigantisch formaat.
In haar recenter werk ligt de nadruk meer op autonome voorstellingen van groteske figuren opgebouwd uit verschillende onwaarschijnlijke elementen, soms met verwijzingen naar de oude meesters. De personages worden gesitueerd in een deprimerende omgeving en drukken angst uit. Ze neemt stilistisch afstand van de strakke composities met hoekige mozaïekstijl en hevige kleuren om over te gaan tot brede penseelstreken die ze met heftige aanvallen en tegenaanvallen op het doek aanbrengt. De kleuren zijn somberder met veel clair-obscur.
Haar werken zijn een allegorie van hebzucht, disfunctioneren en verbijstering. Zij heeft een fascinatie voor  antisociale kunst en wil de toeschouwer met een doordachte en verfijnde compositie confronteren met smakeloze, sarcastische en afstotelijke voorstellingen.
Rond 2020 begon ze ook met maken van bronzen sculpturen van gedrongen figuren waarin de sporen van vormloosheid door de onstuimige bewerking van de klei tijdens het maakproces goed zichtbaar bleven.
Schutz wordt vertegenwoordigd door de Petzel Gallery in New York en Contemporary Fine Arts in Berlijn.
Dana Schutz nam deel aan tientallen solo- en groepstentoonstellingen in de Verenigde Staten, Canada, Europa, Australië en Azië.

## Musea en Collecties (selectie)[12]
- Aïshti Foundation, Beiroet, Libanon
- Art Gallery of New South Wales, Sydney
- Cleveland Institute of Art; Cleveland Museum of Art
- Colby College Museum of Art, Waterville, Maine
- Contemporary Fine Arts, Berlijn
- Corcoran Gallery of Art, Washington D.C.
- Hammer Museum, Los Angeles
- Hood Museum of Art, Hanover, New Hampshire
- Institute of Contemporary Art, Boston
- Los Angeles County Museum of Art
- Museo d’arte moderna e contemporanea di Trento e Rovereto, Italy;
- Museum of Contemporary Art, Los Angeles,
- Museum of Modern Art, Humlebaek, Denemarken
- Museum of Fine Arts, Montreal
- Museum of Modern Art, New York
- Museum of Modern Art, San Franciso
- Metropolitan Museum of Art, New York
- Nerman Museum of Contemporary Art, Kansas
- Pérez Art Museum,Miami
- Rose Art Museum, Brandeis University, Waltham, Massachusetts;
- Rubell Museum, Miami
- Solomon R. Guggenheim Museum, New York
- Tel Aviv Museum of Art
- Ulrich Museum of Art, Wichita State University, Kansas
- Whitney Museum of American Art, New York

## Prijzen en onderscheidingen
- 2002: Emerging Artists Grant, Rema Hort Mann Foundation[28]
- 2003: Louis Comfort Tiffany Foundation Award[29]
- 2007: Arts and Letters Award, American Academy of Arts and Letters [30]
- 2010: Columbia University's Medal for Excellence[31]
- 2011: MacArthur Fellowship in 2011[32]
- 2015: Artist Award from the New York Studio School[32]
- 2018: Honoree artist for the 20th TWO x TWO for AIDS and Art gala, Dallas[33]